# Siergiej Gricewiec

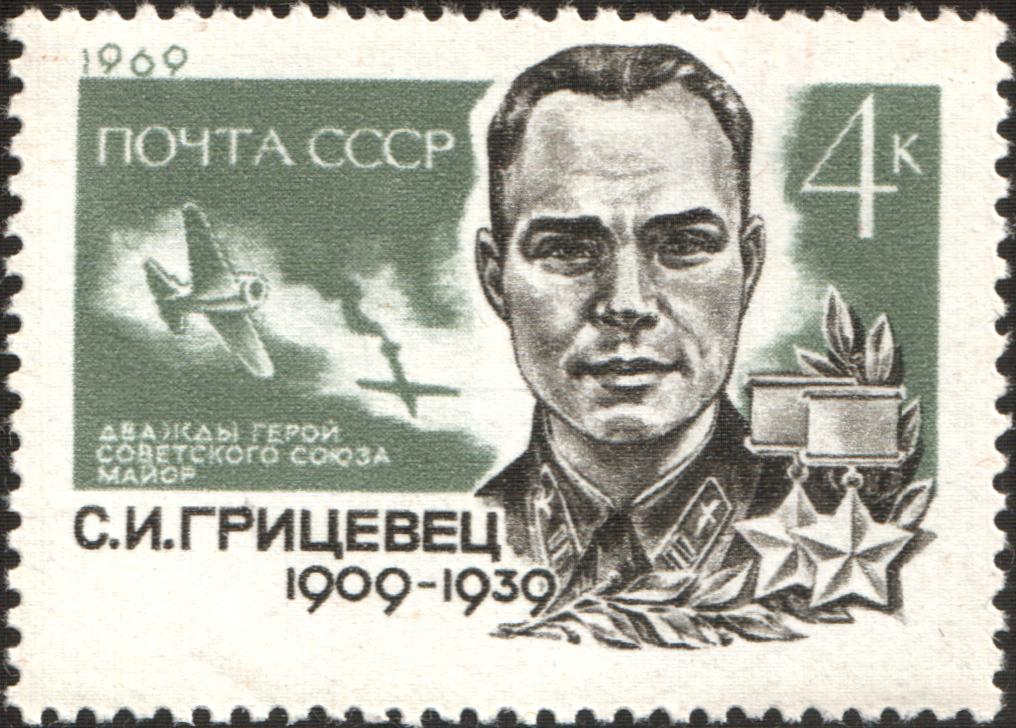
Znaczek pocztowy z 1969 przedstawiający S. Gricewica

Siergiej Iwanowicz Gricewiec (ros. Сергей Иванович Грицевец; ur. 6 lipca?/19 lipca 1909 we wsi Borowiec, zm. 16 września 1939 w Bołbasowie) – radziecki pilot, as myśliwski, dwukrotny Bohater Związku Radzieckiego, major, Białorusin.

## Życiorys
Urodził się we wsi Borowiec w obwodzie witebskim, rejonie orszańskim w rodzinie chłopskiej. W latach I wojny światowej wyjechał wraz z rodziną do miejscowości Szumicha w obwodzie kurgańskim. Jego matka i dwóch starszych braci umarło kiedy był w młodym wieku. Po ukończeniu szkoły 7-letniej pracował jako robotnik na kolei. W 1927 wyjechał do Złatoust w obwodzie czelabińskim, gdzie pracował jako ślusarz w fabryce, był tam również działaczem Komsomołu co ułatwiał mu jego charakter, a także jako robotnik przy kolei. Ukończył szkołę techniczną w specjalizacji metalurgicznej. 
W 1931 został powołany do Armii Czerwonej, z poręczenia Komsomołu, został skierowany do 3. Orenburskiej Szkoły Pilotów i Nawigatorów im. Klimienta Woroszyłowa, którą ukończył w październiku 1932 rozpoczął służbę w Kijowskim Oddziale Lotnictwa Myśliwskiego, w 3. Eskadrze, stacjonującej pod Kijowem Początkowo zajmował miejsce młodszego pilota, latając myśliwcem I-3, przesiadając się na I-5. Poznał tam swoją zonę Galinę Jewgieniewą Orłową, z którą posiadał dwie córki: Larysa i Ninoczka.  
Następnie oddelegowany do 1. Eskadry Orderu Czerwonego Sztandaru im. W. I. Lenina bazujący w Gatczynie pod Leningradem i przemianowany na 1. Gwardyjski Pułk Lotnictwa Myśliwskiego. Została jednostka wysłana na służbę na Bliskim Wschodzie w Boczkarewie, gdzie Gricewiec mianowany został  dowódcą klucza i szefem strzelania powietrznego. 
W 1936 został skierowany do Odeskiej Szkoły Wyższego Pilotażu i po jej ukończeniu został pilotem-instruktorem na samolotach I-16. W 1938 został instruktorem w Kirowbadzkiej Szkole Lotniczej, gdzie m.in. szkolił pilotów lotnictwa republikańskiego Hiszpanii. 
W czerwcu 1938 wyjechał na ochotnika z grupą pilotów myśliwskich do Hiszpanii. Uzupełnili oni straty wcześniejszej ekspedycji, które wyniosły ponad połowę składu. Dodatkowym czynnikiem, który skłonił do wysłania do walk doświadczonych pilotów było pojawienie się nowych samolotów Me 109 walczył w hiszpańskiej wojnie domowej po stronie republikanów. Początkowo był dowódcą 2 eskadry a potem dowódcą grupy myśliwskiej. W Hiszpanii przebywał do grudnia 1938, przy czym w walkach uczestniczył do 15 października. W tym czasie brał udział w 88 lotach bojowych, brał udział w 42 walkach powietrznych i zestrzelił 30 samolotów przeciwnika (6 indywidualnie + 24 w grupie). Za zasługi w walkach w Hiszpanii w dniu 22 lutego 1939 został wyróżniony tytułem Bohatera Związku Radzieckiego.
Po zaproponowaniu objęcia stanowiska szefa w Borisoglebskiej Wojskowej Szkole Lotniczej Orderu Czerwonego Sztandaru im. W. P. Czkałowa odmawia i udaje się na Daleki Wschód, gdzie zostaje dowódcą specjalnej grupy doświadczonych pilotów myśliwskich. 
W dniach od 22 czerwca do 30 sierpnia 1939 bierze udział w walkach na terenie Mongolii w czasie bitwy nad Chałchin-Goł. Mianowany został dowódcą pułku. W czasie walk, latał samolotami I-16 typu 5 i 10 oraz nowym I-153, biorąc udział w 138 lotach bojowych i zestrzelił 12 samolotów (10 indywidualnie i 2 w grupie). W dniu 29 sierpnia 1939 został po raz drugi wyróżniony tytułem Bohatera Związki Radzieckiego za bohaterstwo w czasie walk z wojskami japońskimi. Był pierwszym żołnierzem, który po raz drugi został wyróżnionym tytułem Bohatera Związku Radzieckiego.
W stopniu majora został dowódcą 58. Myśliwskiej Brygady Lotniczej z 11. Armii Frontu Białoruskiego. 
W związku z przygotowaniami do inwazji na Polskę w dniu 12 września 1939 wraz z grupą doświadczonych pilotów skierowany został na lotnisko Bołbasowo koło Witebska, gdzie mieli przygotowywać się do działań na terenie Polski. W dniu 16 września 1939 zginął w katastrofie lotniczej podczas zderzenia się dwóch samolotów na pasie do lądowania, w trudnych warunkach atmosferycznych.

## Odznaczenia
- Bohatera Związku Radzieckiego (dwukrotnie) (22 lutego 1939, 29 sierpnia 1939)[3]
- Order Lenina (dwukrotnie)
- Order Czerwonego Sztandaru
- Order Czerwonego Sztandaru (Mongolia)